# Панталони

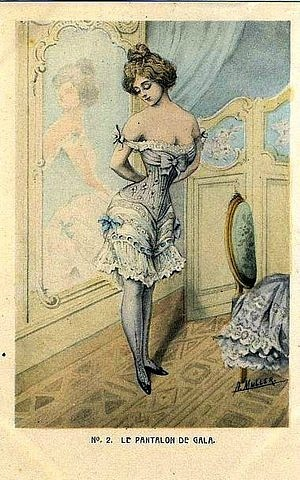
Панталони на листівці

Панталони — елемент жіночої спідньої білизни, одяг типу колгот від пояса до колін.

## Історія
Одяг відомий під цією назвою з 40-х рр. XVII століття на ім'я традиційного персонажа італійського фарсового театру Pantaleone, який носив вузькі штани.
Наприкінці XVIII століття панталони стали довшими, що призвело до їх носінню на бретелях (підтяжках), які стають частиною європейського костюма. Згодом цей тип одягу також стали використовувати жінки як вид спідньої білизни.

## Застосування
Панталони застосовують переважно для додаткового зігрівання середньої частини тіла людини. Поширені також коригувальні панталони, які носять з медичною й естетичною метою.

## Етимологія
Слово походить від мн. фр. pantalons, що походить своєю чергою від італ. pantalon. Колись панталонами називали й чоловічі штани.